# Alberto Marchetti (1954)
Alberto Marchetti (Montevarchi, 16 dicembre 1954) è un allenatore di calcio ed ex calciatore italiano, di ruolo centrocampista.

## Carriera
Dopo due stagioni con la Primavera della Juventus, e due campionati in prestito in Serie B prima all'Arezzo (stagione 1973-1974) e poi al Novara (annata 1975-1976), entra a far parte della rosa dei bianconeri, squadra in cui esordisce in Serie A il 10 ottobre 1976 in Juventus-Genoa (1-0), e con cui nella stagione 1976-1977 partecipa da rincalzo alle vittorie dello scudetto-record dei 51 punti e della Coppa UEFA.
Dopo le 6 presenze messe insieme in quell'annata, comincia una carriera che lo vede sempre titolare nelle squadre successive; sei stagioni al Cagliari durante le quali realizza complessivamente 19 reti, un anno all'Udinese e tre all'Ascoli, per un totale di 283 presenze nei soli incontri di campionato. In carriera ha centrato due promozioni in massima serie, con i sardi nella stagione 1978-1979 e con i marchigiani nell'annata 1985-1986. A trentatré anni ritorna a Novara, in Serie C2.
In carriera ha totalizzato complessivamente 185 presenze e 10 reti in Serie A, e 153 presenze e 19 reti in Serie B.

## Palmarès

### Giocatore

#### Club

##### Competizioni giovanili
- Campionato Primavera: 1

Juventus: 1971-1972

#### Competizioni nazionali
- Campionato italiano: 2

Juventus: 1974-1975, 1976-1977
- Campionato italiano di Serie B: 1

Ascoli: 1985-1986

#### Competizioni internazionali
- Coppa UEFA: 1

Juventus: 1976-1977
- Coppa Mitropa: 1

Ascoli: 1986-1987